# 서울혜화초등학교
서울혜화초등학교는 대한민국 서울특별시 종로구 혜화동에 있는 공립 초등학교이다.

## 학교 연혁
- 1910년 1월 25일 사립 숭정의숙 설립
- 1923년 1월 1일 사립 숭정학교 인가
- 1925년 6월 16일 사립숭정보통학교로 인가
- 1926년 6월 30일 숭이공립보통학교 개편 인가
- 1938년 4월 1일 경성혜화공립심상소학교 개편[1]
- 1941년 4월 1일 경성혜화공립국민학교 개편[2]
- 1972년 2월 8일 교사 이전(現 서울국제고등학교)
- 1996년 3월 1일 현재 교명으로 변경[3]
- 2002년 2월 28일 현 교사로 이전
- 2010년 6월 9일 개교 100주년 기념 행사(혜화역사박물관 개관, 혜화100년사 발간)
- 2014년 3월 1일 제26대 박세천 교장 취임
- 2017년 9월 1일 제27대 한경자 교장 취임
- 2018년 2월 13일 제105회 졸업식(99명, 누계 38822명)
- 2018년 11월 16일 서울형혁신학교 및 자율학교 지정(4년)
- 2019년 2월 15일 제106회 졸업식(114명, 누계 38936명)
- 2020년 2월 25일 제107회 졸업식(110명, 누계 39046명)

## 학교 동문
- 서울혜화초등학교 동문

## 학교 상징
- 교화 - 개나리 : 항상 밝은 웃음을 잃지 않는 예절바른 어린이
- 교목 - 목련 : 아름다운 꿈을 키우는 혜화어린이
- 캐릭터 - 으뜸이, 아람이 : 새로운 생각으로 정확하게 판단하여 올바르게 행동하는 으뜸이와 아람이

## 참고 자료
- 서울혜화초등학교 - 한국교육학술정보원 학교알리미